# Dritter Mysore-Krieg
Der Dritte Mysore-Krieg von 1789 bis 1792 war Teil der Mysore-Kriege und fand auf dem indischen Subkontinent zwischen dem Königreich von Mysore und der Britischen Ostindienkompanie statt. Auf der Seite der Ostindienkompanie kämpften das Marathenreich, Hyderabad und Travancore. Der Krieg endete mit dem Vertrag von Seringapatam, in dem Mysore große Teile seines Gebietes abtreten musste.

## Vorgeschichte
Tipu Sultan, der Herrscher von Mysore, und sein Vater Hyder Ali hatten schon zwei Kriege gegen die Britische Ostindienkompanie und deren Verbündete geführt. Der Erste Mysore-Krieg endete damit, dass sich die Briten zur Waffenhilfe verpflichten mussten. Zum Ende des Zweiten Mysore-Krieges waren die Briten gezwungen, den Vertrag von Mangalore zu unterzeichnen und alle gewonnenen Gebiete wieder an Mysore zurückzugeben, die sie im Vorfeld erobert hatten. Eine weitere Vertragsbedingung war die Rückführung britischer Gefangener, die Tipu Sultan allerdings verweigerte.
1786 war Charles Cornwallis, 2. Earl Cornwallis Gouverneur von Britisch-Indien. Er verständigte sich mit den Marathen und Hyderabad darauf, dass sie sich an einem weiteren Krieg gegen Mysore auf britischer Seite beteiligen oder mindestens neutral bleiben sollten.

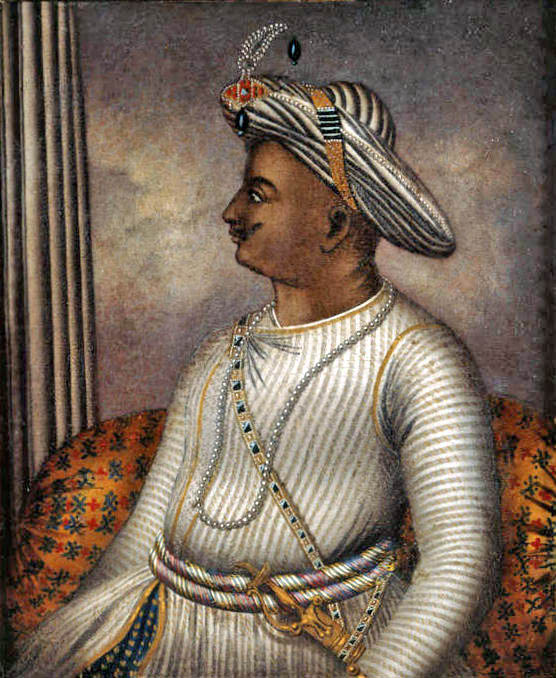
Porträt Tipu Sultans von 1792

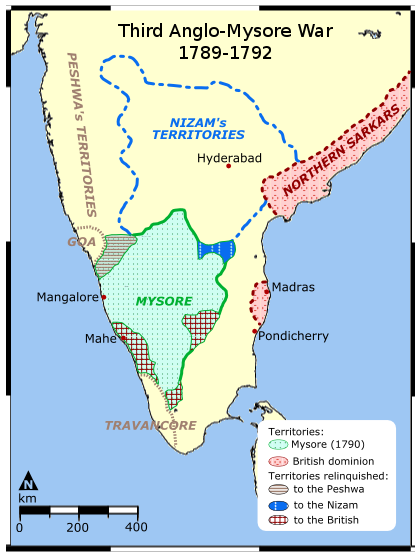

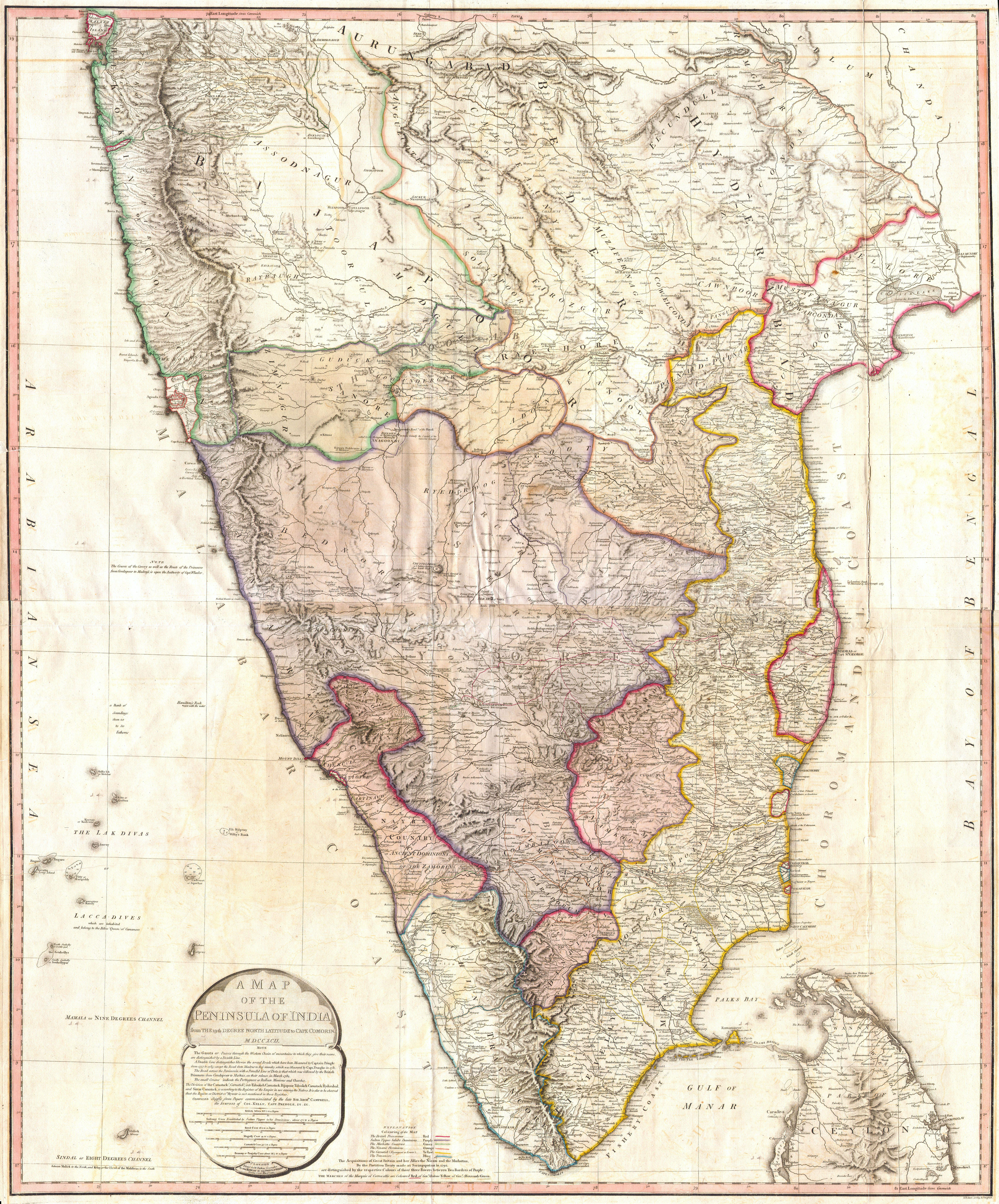
Karte von 1793, zeigt die Gebietsverluste von Mysore und die jeweiligen Anteile der verschiedenen Sieger, darunter die Britische Ostindien-Kompanie.

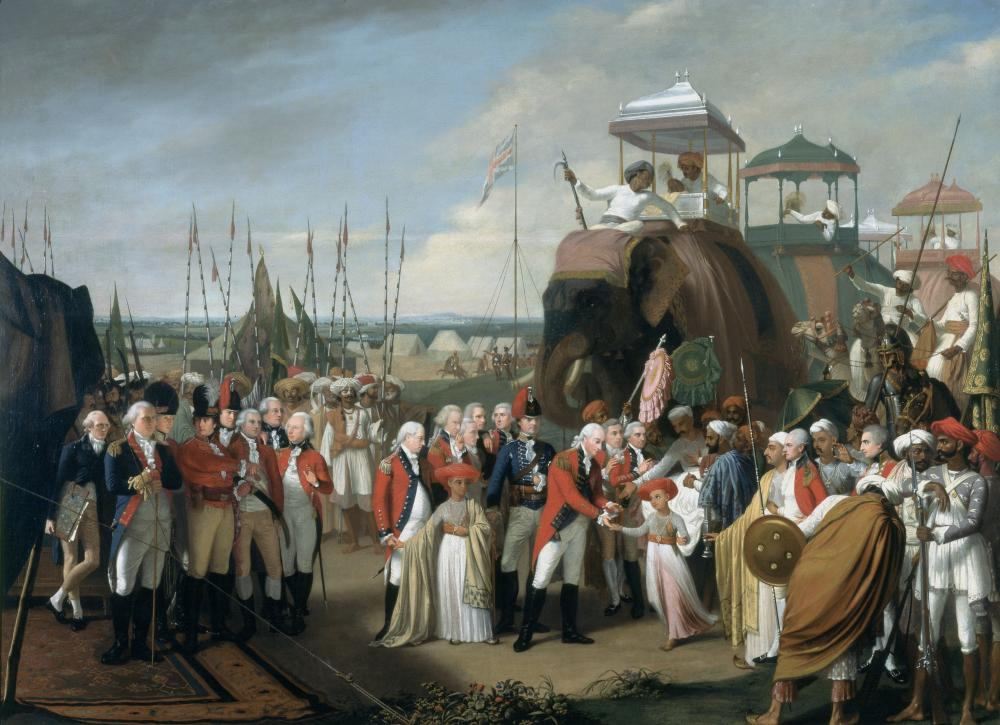
Übergabe der Geiseln an General Cornwallis, von Robert Home, c. 1793

1788 übernahm die Ostindienkompanie die Kontrolle über den Distrikt Guntur, den sie von Hyderabad im Austausch gegen zwei Bataillone ihrer Infanterie erhielt. Damit konnten die Briten Truppen an der Grenze zu Mysore stationieren und es war klargestellt, dass Hyderabad in einen möglichen Konflikt hineingezogen werden würde.
Tipu hatte schon seit längerem ein Auge auf das Königreich Travancore geworfen und Forts im Grenzgebiet eingerichtet, wobei die Ostindienkompanie klargestellt hatte, dass ein Angriff auf Travancore gleichzeitig eine Kriegserklärung an die Kompanie sein würde.
1789 war Tipu gezwungen, einen Aufstand an der Malabarküste niederzuschlagen. Viele der Aufständischen flohen nach Travancore und offensichtlich bereitete Tipu daraufhin eine Invasion vor. Wieder drohten die Briten mit ihrem Eingreifen auf der Seite von Travancore, was Tipu Sultan aber nicht ernst nahm.

## Kriegsverlauf
Am 29. Dezember 1789 drang Tipu mit 14.000 Mann nach Travancore vor und wurde überraschenderweise von einer kleinen Gruppe von Verteidigern zurückgeschlagen, da Panik in seinen Truppen ausbrach. Tipu Sultan musste seine Truppen zurückziehen und neu formieren, was den Briten die Zeit gab, ihrerseits Truppen zu mobilisieren. Danach gelang es Tipu zwar, die Grenzverteidigung von Travancore zu durchbrechen, er musste aber auch auf die britische Mobilmachung reagieren und wendete sich wieder nach Nordosten. Der nun einsetzende Monsun behinderte vorerst weitere militärische Operationen.
Im Juli 1790 konnte die Briten unter General Medows eine 4.000 Mann starke Kavallerieeinheit aus Mysore schlagen und danach einige befestigte Stellungen einnehmen. Medows konnte ein großes Gebiet unter seine Kontrolle bringen, war aber gezwungen, größere Abteilungen als Garnison zurückzulassen. 
Tipu Sultan verließ mit 40.000 Mann Seringapatam am 2. September 1790. Er kam, wegen des Wetters und der schlechten Versorgungslage nur langsam voran. Am 13. September gelang es, eine britische Einheit unter Captain Floyd zu stellen, die die Angriffe nur mit Mühe und unter Verlust all ihrer Versorgungsgüter zurückschlagen konnte. Durch das Eintreffen eines Kontingents von General Medows, gelang es Captain Floyd sich zurückzuziehen. 
Im Sommer 1790 setzte sich eine 30.000 Mann starke, marathische Armee von Bombay aus in Bewegung, um die Briten zu unterstützen. Einige Außenposten von Mysore kapitulierten schon beim Anblick dieser Armee. Erst bei Dawar wurden die Marathen aufgehalten, mussten das dortige Fort 29 Wochen lang belagern. Erst im Mai 1791 konnten sie sich wieder in Bewegung setzen.
Eine zweite, ähnlich große Armee unter Hurry Punt konnte im Januar 1791 von Pune aus in Bewegung setzen und traf auf keinen nennenswerten Widerstand. Auf die Nachricht hin, dass britische Truppen auf dem Weg seien, Seringapatam, die Hauptstadt von Mysore zu belagern, wandte sich Punt ebenfalls in diese Richtung. Am 5. März begannen die Briten, Bangalore zu belagern, das sie nach sechs Wochen einnehmen konnten. Damit hatten sie eine ideale Startposition für einen Marsch auf Seringapatam. Ein erster Versuch musste wegen des einsetzenden Monsuns aufgegeben werden.
Am 25. Januar 1792, setzten sich die Briten und ihre Verbündeten erneut in Bewegung und erreichten Seringapatam am 5. Februar. In einer Schlacht vor den Toren der Stadt konnte Tipu geschlagen werden und die Belagerung begann. Am 12. Februar bot Tipu Sultan Verhandlungen und die Rückgabe von Kriegsgefangenen an. 
Cornwallis, der britische Kommandeur verlangte zwei Söhne Tipus als Geiseln, um sicherzustellen, dass die noch auszuhandelnden Vertragsbedingungen eingehalten würde. Mysore musste große Teile seines Gebietes abgeben, verlor fast seine gesamte Küstenlinie und war gezwungen die Kriegskosten aller beteiligten Parteien zu zahlen. Der Vertrag von Seringapatam wurde am 18. März 1792 unterzeichnet.

## Folgen
Als Folge des Konflikts verlor Mysore fast die Hälfte seines Gebietes an die anderen Kriegsparteien, was direkt zum Vierten Mysore-Krieg führte, in dem Mysore endgültig unterlag und Tipu getötet wurde.